# Хансон, Анн-Луиза
Анн-Луиза Хансон (швед. Ann-Louise Hanson; род. 1944) — шведская певица.
Ранний имидж и музыкальный стиль Хансон во многом были заимствованы у американской актрисы Дорис Дэй. Помимо песен на шведском, Хансон в 1960-1970-х также пела на испанском и немецком. Хансон выпустила множество синглов для германского рынка и даже претендовала на то, чтобы представлять Германию на конкурсе песни Евровидение в 1962 году.
Анн-Луиза Хансон замужем за шведским музыкантом Бруно Гленмарком. Между 1972 и 1990 годами у них был собственный музыкальный лейбл GlenDisc.